# Carla Somaini
Carla Somaini (ur. 13 października 1991) – szwajcarska, specjalizująca się w halfpipe'ie, slopestyle'u i Big Air. W Pucharze Świata zadebiutowała 6 marca 2014 roku w Kreischbergu, zajmując szesnastą pozycję w slopestyle'u. Tym samym już w swoim debiucie zdobyła pierwsze pucharowe punkty. Na podium zawodów tego cyklu po raz pierwszy znalazła się 2 grudnia 2017 roku w Mönchengladbach, kończąc rywalizację w Big Air. Wyprzedziła tam Japonkę Miyabi Onitsukę i Christy Prior z Nowej Zelandii. W 2017 roku wystąpiła na mistrzostwach świata w Sierra Nevada, gdzie była między innymi piętnasta w Big Air. Wynik ten powtórzyła na rozgrywanych rok później igrzyskach w Pjongczangu.

## Osiągnięcia

### Igrzyska olimpijskie
| Miejsce | Dzień     | Rok  | Miejscowość | Konkurencja | Zwyciężczyni   |
| ------- | --------- | ---- | ----------- | ----------- | -------------- |
| 20.     | 12 lutego | 2018 | Pjongczang  | Slopestyle  | Jamie Anderson |
| 15.     | 22 lutego | 2018 | Pjongczang  | Big air     | Anna Gasser    |

### Mistrzostwa świata
| Miejsce | Dzień    | Rok  | Miejscowość   | Konkurencja | Zwyciężczyni  |
| ------- | -------- | ---- | ------------- | ----------- | ------------- |
| 30.     | 11 marca | 2017 | Sierra Nevada | Slopestyle  | Laurie Blouin |
| 15.     | 17 marca | 2017 | Sierra Nevada | Big air     | Anna Gasser   |

### Puchar Świata

#### Miejsca w klasyfikacji generalnej
- - AFU[1]
- sezon 2013/2014: 86.
- sezon 2014/2015: 20.
- sezon 2015/2016: 55.
- sezon 2016/2017: 31.
- sezon 2017/2018: 15.

#### Miejsca na podium w zawodach
1. Mönchengladbach – 2 grudnia 2017 (Big Air) - 1. miejsce